# Val Terbi JU
Val Terbi ist der Name einer am 1. Januar 2013 entstandenen Gemeinde im Kanton Jura in der Schweiz. Sie liegt im Osten des Bezirks Delsberg und entstand durch die Fusion der bisherigen Gemeinden Montsevelier, Vermes und Vicques.
Die Gemeindeverwaltung befindet sich in Vicques.
Am 1. Januar 2018 wurde die Gemeinde Corban nach Val Terbi eingemeindet. Seit demselben Datum besteht eine Partnerschaft mit der Gemeinde Riehen (BS).

## Sehenswürdigkeiten
Siehe Liste der Kulturgüter in Val Terbi